# Mieke van der Kolk
Maria Joanna Wilhelmina (Mieke) van der Kolk (Heemskerk, 15 april 1968) is een Nederlandse oud-atlete, die zich met name had gespecialiseerd in het verspringen. Op dit atletiekonderdeel verzamelde zij, naast een vijftal jeugdtitels, in totaal tien titels bij de senioren. Bovendien vestigde zij in 1986 zowel in- als outdoor Nederlandse jeugdrecords. Beide records werden pas 25 jaar later, in 2011, verbeterd door Dafne Schippers, het indoorrecord op 12 februari, het outdoorrecord op 22 juli van dat jaar.

## Biografie

### Fanatiek hardlopertje
De Heemskerkse was een kleindochter van langeafstandsloper Wim Vessies. Al op de kleuterschool was ze met wedstrijdjes bezig. Altijd wilde ze winnen, zelfs van jongetjes. Meestal lukte haar dat nog ook. "Ik was gewoon een fanatiek hardlopertje."
Op achtjarige leeftijd meldde Van der Kolk zich aan bij de Beverwijkse atletiekvereniging DEM. Hier werd in de pupillencategorie de basis gelegd voor haar latere prestaties. Daarbij kwam haar aanleg voor het verspringen al gauw aan de oppervlakte. Telkens als zij naar een hogere leeftijdscategorie doorgroeide, verbeterde zij haar persoonlijk beste prestatie op dit nummer. Van 3,96 m als eerstejaars pupil kwam zij als eerstejaars D-meisje tot 4,50, als eerstejaars C tot 5,16, als eerstejaars B tot 5,70 en als eerstejaars A tot 6,29. Steeds kwam er een halve meter bij, dus dat ooit een prestatie boven de 6,50 mogelijk moest zijn, lag geheel in de lijn der verwachtingen.

### Eerste successen en internationale ervaring
Als B-meisje veroverde zij in 1983 haar eerste nationale titel. Er zouden er in haar tijd als A-junior nog vier volgen, twee in 1985 en eveneens twee in 1986, het jaar waarin zij ook haar jeugdrecords vestigde (indoor 6,19, outdoor 6,43).
Haar eerste internationale ervaring deed Mieke van der Kolk in 1985 op bij de Europese kampioenschappen voor junioren in het Oost-Duitse Cottbus. Ze kwalificeerde er zich ruimschoots voor de finale met een sprong van 6,29. Toen het er echter op aankwam, bleef zij steken op 5,98 en werd tiende. Een jaar later, bij de wereldkampioenschappen voor junioren in Athene, overkwam haar precies hetzelfde. Weer kwalificeerde zij zich met 6,20 ruimschoots, om vervolgens in de finale opnieuw op 5,98 en een tiende plaats te eindigen. Van der Kolk: "Dat was twee keer een anticlimax, voor mijn gevoel. Ik heb daar natuurlijk later wel over nagedacht, hè. Ik denk dat ik me toen te veel gefocust heb op de kwalificatie. Dat waren we hier natuurlijk ook niet gewend, om twee keer in één wedstrijd te moeten pieken."

### Zeven nationale titels op rij
Vanaf 1987 zette Van der Kolk een ongeëvenaarde serie overwinningen neer op de Nederlandse kampioenschappen. Nooit eerder werd een Nederlandse atlete in zeven achtereenvolgende jaren verspringkampioene. Zelfs Fanny Blankers-Koen lukte dit niet, al behaalde die op dit onderdeel in totaal wel meer (negen) titels, als tenminste de indoortitels van de Heemskerkse niet worden meegeteld, want dat waren er ook nog eens drie.
Des te opvallender is het, dat Van der Kolk als senioratlete nooit heeft deelgenomen aan een internationaal kampioenschap. Slechts op de universiade in 1989 was ze aanwezig, maar ook daar werd ze merkwaardig genoeg tiende. De enige keer dat zij een serieuze gooi deed naar deelname aan Olympische Spelen, was in 1988 voor de Spelen in Seoel, overigens niet voor haar favoriete nummer, maar voor de 4 x 100 m estafette, want goed sprinten kon ze ook. "Voor de Olympische Spelen van Seoel stond ik op de nominatie als reserveloopster voor de viermaal honderd. Maar daar liep letterlijk en figuurlijk Yvonne van Dorp mee weg. Terecht overigens, want zij won gewoon de wedstrijd, waarin we met z’n vieren moesten lopen voor één startplaats."

### Top bereikt
In 1989 leverde Mieke van der Kolk haar beste prestatie. Op de Nederlandse kampioenschappen in Hengelo sprong zij 6,57. Het werkte als een bevrijding, want sinds zij in 1986 6,43 had laten optekenen, was ze aan 6,50 gaan denken. Het werd haar ook aangepraat. "Iedereen vroeg aan me: 'Wanneer ga je nou over de 6,50?' Het werd een soort barrière voor me. Elke wedstrijd die ik sprong dacht ik: 'Vandaag ga ik ver springen.' Ik was heel geforceerd bezig", aldus Van der Kolk.

### Ander leven
Toen eenmaal die 6,57 was bereikt, leek het Nederlandse vrouwenrecord van 6,61 een kwestie van tijd. Toch zou zij die afstand nooit springen. Dat had minder te maken met haar springtalent dan met de verandering in haar leven die ontstond, toen zij eind 1989 Arie de Jong leerde kennen, haar latere echtgenoot. Van der Kolk, die op dat moment communicatiewetenschappen in Amsterdam studeerde, ging op korte termijn samenwonen, veranderde van vereniging – van DEM stapte ze over naar Holland-Haarlem en kreeg Gerard Lenting als trainer – en ontdekte gaandeweg bij zichzelf, dat het 'heilige moeten' er vanaf raakte.
Bovendien begon ze te relativeren. Ze realiseerde zich in toenemende mate dat, wilde zij internationaal meetellen, er minstens een halve meter verder moest worden gesprongen dan zij tot dan toe had gedaan. "Met datzelfde lichaam! Als je dan al acht keer in de week traint, dan kun je niet zoveel extra's doen. En je wordt ouder." Voeg daarbij dat het toenmalige wereldrecord nog eens een halve meter voorbij die zeven meter lag, plus de tegenstelling Oost-West die in die tijd erg speelde met de bijbehorende verdachtmakingen op dopinggebied en het moge duidelijk zijn, dat Mieke van der Kolk het zinloze van haar pogingen steeds meer begon in te zien.

### Levensfase
Toch bleef zij in Nederland nog jaren aan de top staan. Zomaar ineens stoppen wilde en kon ze niet, daarvoor had de atletieksport te lang deel uitgemaakt van haar leven. Nadat ze in 1992 was afgestudeerd en kort daarop getrouwd, bleef ze tot in 1994 Nederlandse titels veroveren, totdat ze eind 1994 in verwachting raakte van dochter Maartje, twee jaar later gevolgd door Charlotte. Toen was ze er klaar mee, was die levensfase definitief voorbij. Want zo zag zij het wel: atletiek is een fase in je leven.

### Eigen adviesbureau
Tegenwoordig leidt Van der Kolk vanuit haar woonplaats Driehuis een eigen communicatieadviesbureau, na eerder elf jaar bij de Rabobank te hebben gewerkt als communicatiemanager. Daarnaast speelt ze tennis en golf en moedigt zij haar dochters aan bij het hockeyen, een sport die zij na haar atletiektijd ook zelf enige tijd heeft beoefend.

## Nederlandse kampioenschappen
Outdoor
| Onderdeel   | jaar                                     |
| ----------- | ---------------------------------------- |
| verspringen | 1987, 1988, 1989, 1990, 1991, 1992, 1993 |

Indoor
| Onderdeel          | jaar             |
| ------------------ | ---------------- |
| verspringen        | 1991, 1992, 1994 |
| hink-stap-springen | 1994             |

## Persoonlijke records
Outdoor
| Onderdeel          | Prestatie | Datum           | Plaats    |
| ------------------ | --------- | --------------- | --------- |
| 100 m              | 11,91 s   | 17 juli 1988    | Groningen |
| 200 m              | 24,3 s    | 7 augustus 1988 | Amsterdam |
| 100 m horden       | 14,71 s   | 16 juni 1987    | Vught     |
| verspringen        | 6,57 m    | 9 juli 1989     | Hengelo   |
| hink-stap-springen | 12,24 m   | 17 juli 1994    | Assen     |

Indoor
| Onderdeel          | Prestatie | Datum            | Plaats   |
| ------------------ | --------- | ---------------- | -------- |
| 60 m               | 7,74 s    | 17 februari 1991 | Den Haag |
| 60 m horden        | 8,98 s    | 18 januari 1992  | Zwolle   |
| verspringen        | 6,23 m    | 22 februari 1988 | Den Haag |
| hink-stap-springen | 12,10 m   | 20 februari 1994 | Den Haag |

## Palmares

### 60 m indoor
- 1988: 4e NK indoor – 7,67 s
- 1989: 6e NK indoor – 7,64 s
- 1991: 8e NK indoor – 7,74 s

### 100 m
- 1988: 4e NK – 12,07 s

### verspringen
- 1985:  NK – 6,14 m
- 1986:  NK – 6,07 m
- 1987:  NK indoor – 6,19 m
- 1987:  NK – 6,36 m (+ 2,85 m/s)
- 1988:  NK indoor - 6,23 m
- 1988:  NK – 6,44 m (-1,05 m/s)
- 1989: 4e NK indoor – 6,08 m
- 1989:  NK – 6,57 m
- 1990:  NK – 6,23 m (+ 4,0 m/s)
- 1991:  NK indoor – 6,09 m
- 1991:  NK – 6,26 m
- 1992:  NK indoor – 6,20 m
- 1992:  NK – 6,14 m
- 1993:  NK – 6,17 m
- 1994:  NK indoor – 6,07 m
- 1994:  NK – 6,21 m

### hink-stap-springen
- 1993:  NK – 12,11 m
- 1994:  NK indoor – 12,10 m
- 1994:  NK – 12,24 m

## Onderscheidingen
- KNAU jeugdatlete van het jaar (Fanny Blankers-Koen plaquette) - 1986